# Абрантеш, Габриэль
Габриэль Абрантеш (англ. Gabriel Abrantes; род. 1984, Северная Каролина) — американо-португальский режиссёр, сценарист и художник.

## Биография
Габриэль родился в 1984 году в Северной Каролине.
Он учился в Купер-Юнион в Нью-Йорке, а также в Национальной школе изящных искусств с 2005 по 2006 год и Национальной студии современного искусства в 2007-м.
Как живописец регулярно выставлялся в Доме художников в Зальцбурге, Музеe искусства, архитектуры и технологии в Лиссабоне, Британской галерее Тейт и Современной галерее Тейт, Токийском дворце, Центре визуальных искусств  в Бостоне, Музее современного искусства в Порту, берлинском Kunst-Werke, лондонском ICA, Линкольн-центрe, мадридском CaixaForum, Музее Гюльбенкяна.
Дебютировал в режиссуре в 2006 году. В 2010 году его диптих «Олимпия» был отмечен призом Бухарестского международного фестиваля экспериментального кино. Фильм Абрантеша «История взаимного уважения» получила «Золотого леопарда» в категории лучшего короткометражного фильма на фестивале в Локарно в том же году. Тогда же он основал кинопродюсерскую компанию Mutual Respect.
Совместная работа Абрантеша и Дэниэла Шмидта «Диамантино» была отмечена Гран-при Недели критики Каннского МКФ 2018
Его фэнтезийный 20-минутный проект «Удивительные злоключения каменной барышни» с Лизой Лапер в роли ожившей статуи был номинирован на Премию Европейской киноакадемии за лучший короткометражный фильм, но уступил ленте «Рождественский подарок» румынского режиссёра Богдана Муресану.